# 社会主義法
社会主義法（しゃかいしゅぎほう）とは、社会主義体制の国で採られる法制度の総称である。大陸法圏に属するソビエト連邦法及びこれを参考とした他の社会主義国の法であり、大陸法、英米法、イスラム法と並んで、一大法系統を成している。
社会主義から市場経済へ移行している国は、法制面でも社会主義法から脱却あるいはこれを修正し、市場経済に適合した法制度の整備を目指している。そのうち、アジアに属する中国、ベトナム、ラオス、モンゴル、中央アジア諸国は、いずれも日本の法整備支援を受けている。一方、東欧諸国は、西欧諸国からの法整備支援によって、市場経済に適合した法制度の整備を進めているが、なお課題は大きい。